# 朱雪芹
朱雪芹（1977年—），江苏睢宁人，汉族，中华人民共和国政治人物、全国人民代表大会上海地区代表。
毕业于上海电视大学工商管理专业，加入中国共产党。上海华日服装有限公司工会主席、团支部书记。2008年起担任全国人大代表。2013年，被选为全国人大代表。